# Zambrana (Álava)
Zambrana (baskisch Zanbrana) ist eine spanische Gemeinde in der Provinz Álava (Autonome Gemeinschaft Baskenland) mit 442 Einwohnern (Stand: 2024). Zur Gemeinde gehören neben dem Hauptort Zambrana (baskisch: Zanbrana) noch die Ortschaften Berganzo, Ocio und Portilla (bask. Zabalate).

## Geographie
Die Gemeinde liegt im Südwesten der Provinz am Ufer des Flusses Inglares etwa 35 Kilometer südwestlich von Vitoria-Gasteiz in einer Höhe von ca. 460 m. Durch die Gemeinde führt die Autopista AP-68. 

## Bevölkerungsentwicklung
| Jahr      | 1970 | 1981 | 1991 | 2001 | 2011 | 2021 |
| Einwohner | 436  | 331  | 327  | 364  | 403  | 432  |

## Sehenswürdigkeiten
- Lucienkirche in Zambrana (Iglesia de Santa Lucia)
- Burgruine von Lanos (auch Ruine von Ocio, castillo de Lanos/Castillo de Ocio) aus dem 11. Jahrhundert
- Burgruine von Portilla (Castillo de Portilla) aus dem späten 11. Jahrhundert

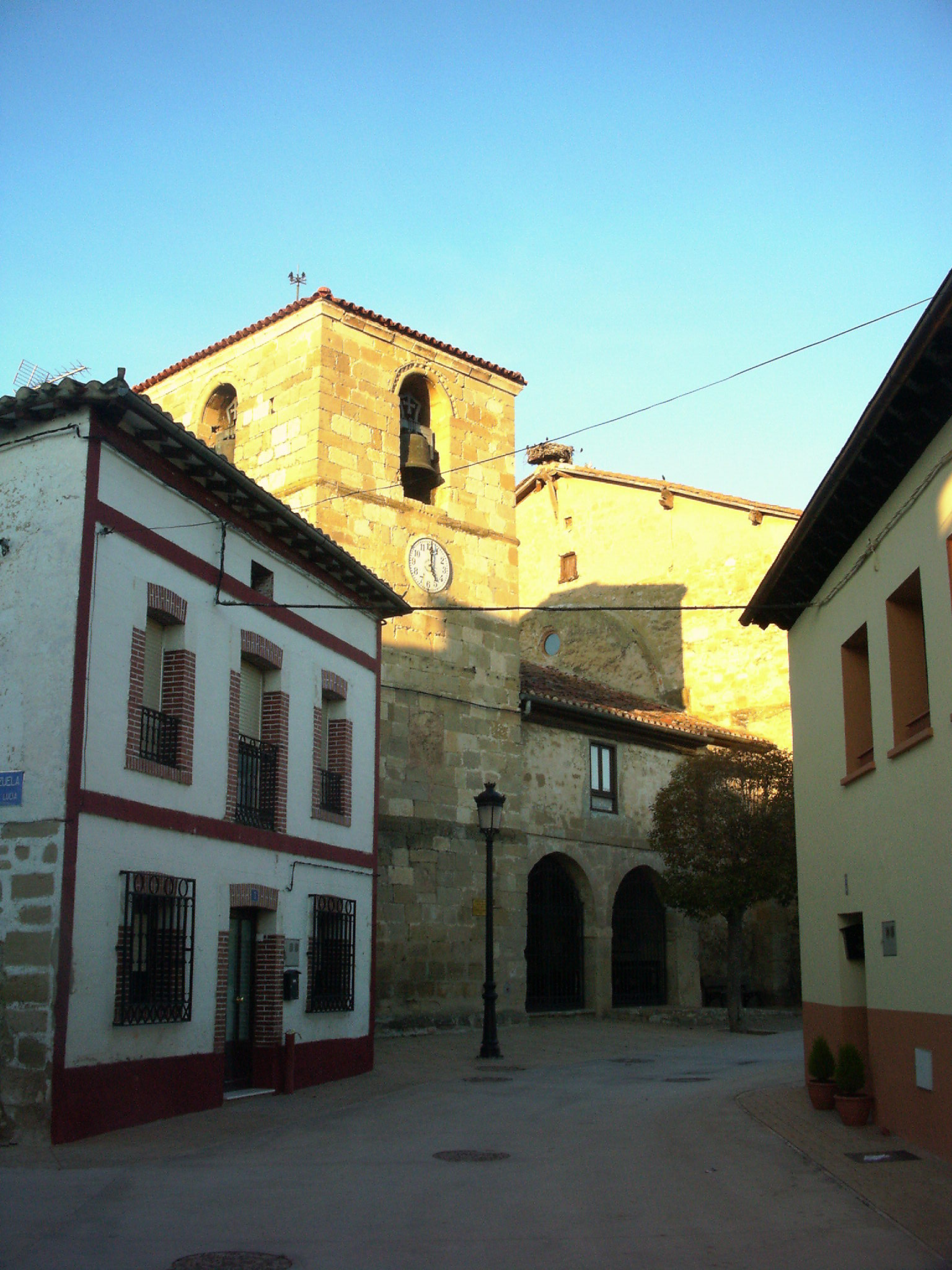
Lucienkirche
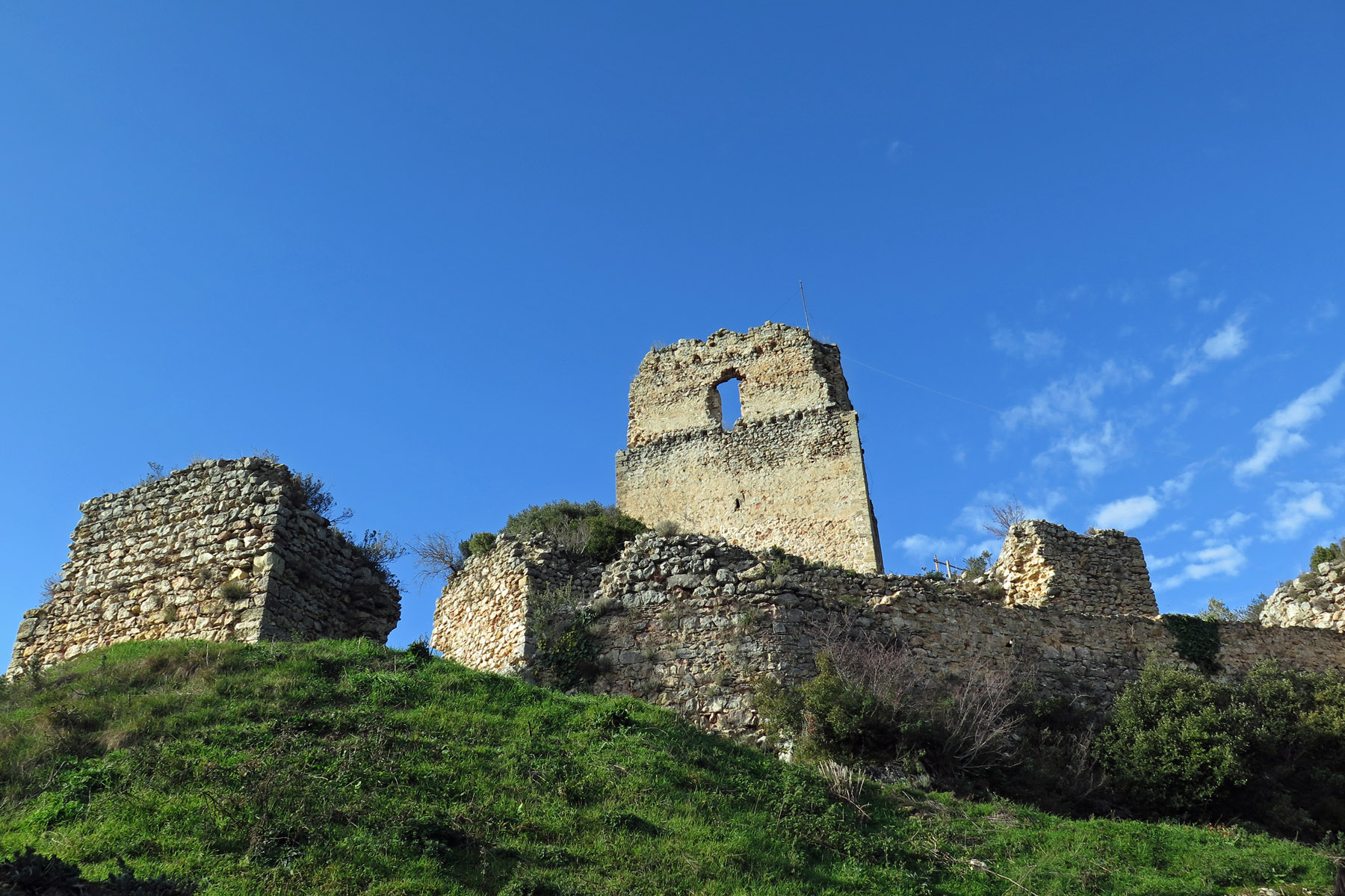
Burgruine von Lanos
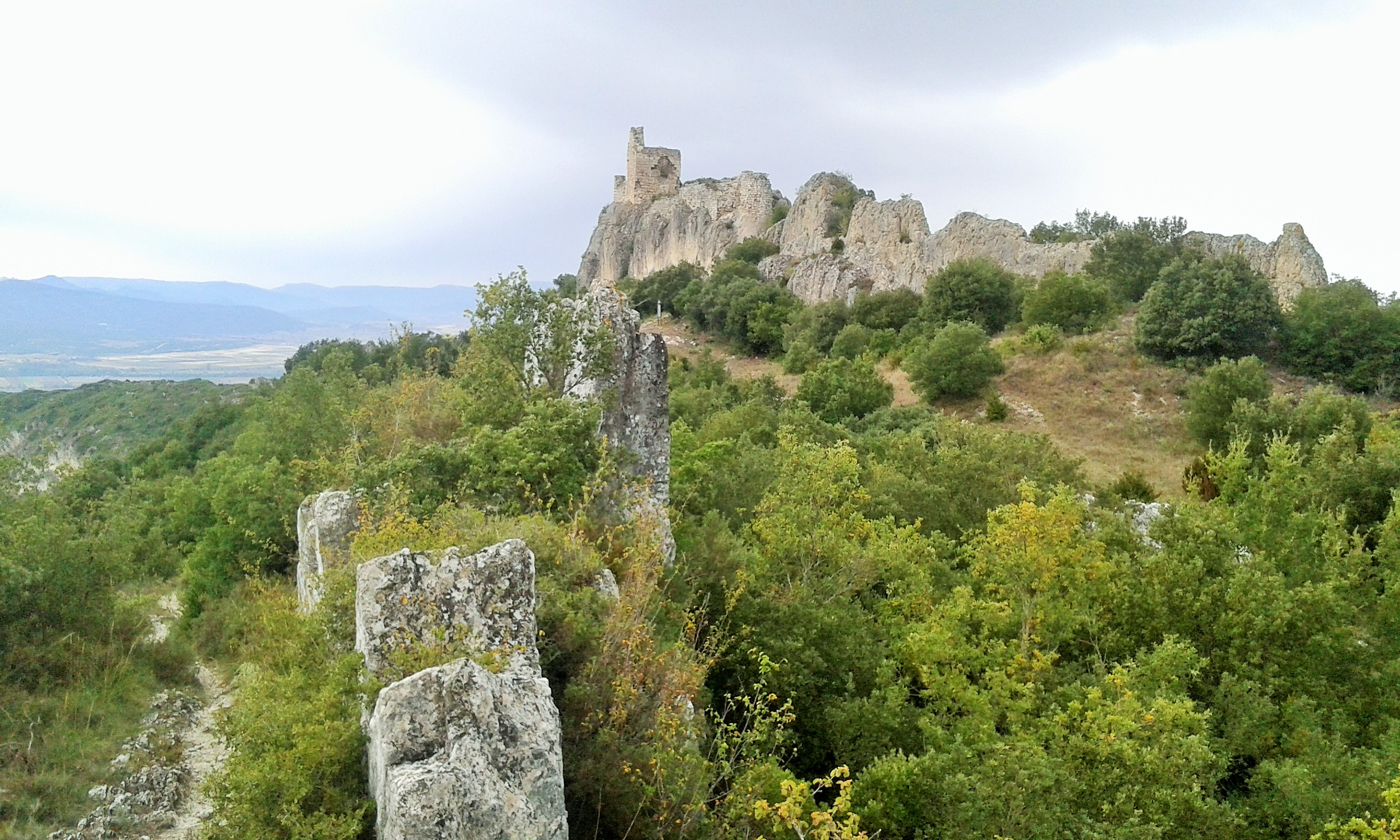
Burgruine von Portilla